# Hazzard: Bo e Luke vanno ad Hollywood
Hazzard: Bo e Luke vanno ad Hollywood (The Dukes of Hazzard: Hazzard in Hollywood!) è un film TV del 2000 che riunisce per la seconda volta, dopo il precedente Hazzard 20 anni dopo, il cast della serie televisiva Hazzard. 

## Trama
Bo e Luke Duke partecipano alle gare di una festa paesana della Contea di Hazzard, nella quale il vero cantante country Toby Keith appare come sé stesso.
Quando Ezra Bushmaster, un vecchio nemico del defunto J.D. Hogg, arriva ad Hazzard, egli dona un'ingente somma di denaro al fondo per l'ospedale, a condizione che la gente di Hazzard sia in grado di raccogliere l'equivalente in un certo periodo di tempo. Un produttore musicale in vacanza ad Hazzard si dichiara disposto a comprare i nastri originali delle esibizioni di stelle musicali ad Hazzard. Così, i Duke decidono di recarsi a Hollywood per vendere le registrazioni e racimolare il resto del denaro.
Con loro vanno Rosco P. Coltrane nel suo camper, accompagnato dal pupazzo di un bassethound chiamato Einstein, e Cooter Davenport e Cletus Hogg su un furgone che trasporta la motocicletta di Daisy. Per strada vengono colpiti dallo sparo di un cecchino con un occhio solo al soldo di Ezra per fermare i Duke, come si scoprirà successivamente.
Una volta a Hollywood, essi si mettono a campeggiare in un parco naturale. Enos Strate li raggiunge ma li avverte che necessitano di un permesso per campeggiare in quel punto. Successivamente, una coppia di malfattori ruba il camper. Mentre tentano di recuperare il camper e le registrazioni che vi sono contenute, Bo and Luke salvano un giovane messicano dal pestaggio da parte di una gang rivale. Presto sopraggiunge Cipriano, il fratello maggiore del ragazzo con degli amici in una cabriolet lowrider. Questi ringraziano Bo e Luke e, dopo aver visto cosa sono capaci di fare col Generale Lee su una rampa, li invitano a una festa di quartiere dove Bo s'innamora di una cugina di Cipriano.
Il mattino dopo, vengono a sapere che il camper è da un autodemolitore. Quando ci sono arrivati, esso è già stato disassemblato, ma le registrazioni non si trovavano all'interno, così continuano la ricerca finché l'albero di trasmissione del Generale Lee non si rompe. Li affronta una donna meccanico, che minaccia di prendere la loro auto perché le è stato fatto falsamente intendere che un suo motore da corsa era stato montato lì.
Dopo avere trovato dei serpenti a sonagli sul sedile, essa domanda: "Siete del New Jersey, per caso?" Viene così rivelato che i due scagnozzi che avevano rubato il camper erano andati da lei, e le avevano detto che due tizi del New Jersey con un'auto arancione le avevano involato un motore da corsa. La donna ripara il Generale Lee in cambio della ricetta della salsa barbecue di zio Jesse.
Nel frattempo, Daisy ottiene in ingaggio come controfigura e Rosco incontra una glaciale usuraia orientale; il produttore musicale (che aveva dovuto cedere i diritti sui nastri a dei mafiosi russi con i quali era indebitato), dal canto suo, era un truffatore che aveva già incrociato la sua strada con Enos in precedenza, come anche l'usuraia. I Duke riescono comunque a recuperare le registrazioni e scoprono che era stato Ezra Bushmaster a commissionare il furto, per non essere più tenuto a fare la donazione per l'ospedale.

## Produzione

### Cast
Nel cast sono assenti due figure fondamentali della serie televisiva, ovvero lo zio Jesse, interpretato da Denver Pyle deceduto nel 1997, e Boss Hogg Sorrell Booke scomparso nel 1994. La pellicola segna l'esordio come attrice della cantante country Anita Cochran che interpreta anche la canzone di apertura Good Times.

## Distribuzione
La prima trasmissione italiana del film è avvenuta su Sky Cinema 1 il 10 novembre 2007.

### Edizioni home video
Il film è stato distribuito in una versione DVD (Regione 1 e 4) abbinato a quello della reunion del 1997.